# Källmyrtjärnen (Lycksele socken, Lappland)
Källmyrtjärnen är en sjö i Lycksele kommun i Lappland och ingår i Umeälvens huvudavrinningsområde.